# Katarzyna Skorupa
Katarzyna Skorupa est une joueuse de volley-ball polonaise née le 16 septembre 1984 à Radom. Elle mesure 1,83 m et joue au poste de passeuse. Elle totalise 72 sélections en équipe de Pologne. Sa sœur jumelle Małgorzata Skorupa est également une joueuse de volley-ball.

## Biographie
Lesbienne, elle a été brièvement en couple avec sa coéquipière Paola Egonu.

## Clubs
| Club              | De        | À         |
| ----------------- | --------- | --------- |
| Skra Varsovie     | 2002-2003 | 2002-2003 |
| PTPS Piła         | 2003-2004 | 2004-2005 |
| BKS Bielsko-Biała | 2005-2006 | 2005-2006 |
| PTPS Piła         | 2006-2007 | 2007-2008 |
| BKS Bielsko-Biała | 2008-2009 | 2010-2011 |
| Tiboni Urbino     | 2011-2012 | 2011-2012 |
| Rabita Bakou      | 2012-2013 | 2013-2014 |
| VBC Casalmaggiore | 2014-2015 | 2014-2015 |
| Fenerbahçe SK     | 2015-2016 | 2015-2016 |
| Imoco Conegliano  | 2016-2017 | 2016-2017 |
| AGIL Novare       | 2017-2018 | 2017-2018 |
| VBC Casalmaggiore | jan 2019  | mai 2019  |
| US ProVictoria    | 2019-2020 | 2019-2020 |
| Radomka Radom     | 2020-2021 | 2021-2022 |

## Palmarès
- Championnat de Pologne
  - Vainqueur : 2010.
  - Finaliste : 2007, 2008, 2009.
- Coupe de Pologne
  - Vainqueur : 2006, 2008, 2009.
- Supercoupe de Pologne
  - Vainqueur : 2010.
- Championnat du monde des clubs
  - Finaliste : 2012.
- Ligue des champions
  - Finaliste : 2013, 2017.
- Championnat d'Azerbaïdjan
  - Vainqueur : 2013, 2014.
- Championnat d'Italie
  - Vainqueur : 2015.
  - Finaliste : 2018.
- Supercoupe de Turquie
  - Vainqueur: 2015.
- Championnat de Turquie
  - Finaliste : 2016.
- Supercoupe d'Italie
  - Vainqueur : 2016, 2017.
- Coupe d'Italie
  - Vainqueur : 2017, 2018.